# Jün-nan
Jün-nan (čínsky: 云南; pinyin: Yúnnán) je hornatá provincie na jihu Čínské lidové republiky. Severozápadní část je historickou částí Tibetu. Provincie na jihu sousedí s Vietnamem, Laosem a Myanmarem. Na severu s čínskou provincií S’-čchuan, na východě s provincií Kuej-čou a autonomní oblastí Kuang-si. Průměrná nadmořská výška provincie se pohybuje od 1000 do 2000 metrů nad mořem, oblast je součástí Jünnansko-kuejčouské vysočiny. Severozápadní část se nachází již na Tibetské náhorní plošině a skalní masivy dosahují výšky okolo 6000 metrů. Nejvyšší hora Kawagabro (tibetsky: Kha ba dkar po) má nadmořskou výšku 6740 metrů.

## Turismus
Provincie je jednou z nejnavštěvovanějších provincií jak čínskými turisty, tak zahraničními.
Provincií protékají tři z největších asijských řek - Dlouhá řeka, Salwin a Mekong. V některých místech jsou od sebe tyto tři veletoky vzdáleny na pouhé desítky kilometrů. Oblast byla v roce 2003 zapsána na seznam světového dědictví UNESCO jako Chráněná oblast Tří paralelních řek.
Další turisticky atraktivní místa:
- Jihočínská krasová oblast
- Li-ťiang
- Ta-li
- Soutěska skákajícího tygra

## Zajímavosti
V letech 1926 až 1933 si provincie vydala 60 druhů známek opatřených čínským přetiskem.

## Administrativní členění
| Mapa provincie     | #                               | Název (čínsky)       | Název (čínsky)                    | Název (čínsky)           | Sídelní městský obvod (není-li uvedeno jinak) | Počet obyvatel (2010) |
| Mapa provincie     | #                               | český přepis         | znaky                             | pchin-jin                | Sídelní městský obvod (není-li uvedeno jinak) | Počet obyvatel (2010) |
| ------------------ | ------------------------------- | -------------------- | --------------------------------- | ------------------------ | --------------------------------------------- | --------------------- |
|                    |                                 |                      |                                   |                          |                                               |                       |
| Městské prefektury |                                 |                      |                                   |                          |                                               |                       |
| 1                  | Kchun-ming                      | 昆明市               | Kūnmíng Shì                       | Pchan-lung               | 6 432 000                                     |                       |
| 2                  | Čchü-ťing                       | 曲靖市               | Qǔjìng Shì                        | Čchi-lin                 | 5 855 000                                     |                       |
| 3                  | Jü-si                           | 玉溪市               | Yùxī Shì                          | Chung-tcha               | 2 304 000                                     |                       |
| 4                  | Pao-šan                         | 保山市               | Bǎoshān Shì                       | Lung-jang                | 2 506 000                                     |                       |
| 5                  | Čao-tchung                      | 昭通市               | Zhāotōng Shì                      | Čao-jang                 | 5 213 000                                     |                       |
| 6                  | Li-ťiang                        | 丽江市               | Lìjiāng Shì                       | Ku-čcheng                | 1 245 000                                     |                       |
| 7                  | Pchu-er                         | 普洱市               | Pǔ'ěr Shì                         | S'-mao                   | 2 543 000                                     |                       |
| 8                  | Lin-cchang                      | 临沧市               | Líncāng Shì                       | Lin-siang                | 2 430 000                                     |                       |
| Autonomní kraje    |                                 |                      |                                   |                          |                                               |                       |
| 9                  | Te-chung (tajský a ťingpchoský) | 德宏傣族景颇族自治州 | Déhóng Dǎizú Jǐngpōzú Zìzhìzhōu   | městský okres Lu-si      | 1 211 000                                     |                       |
| 10                 | Nu-ťiang (lisuský)              | 怒江傈僳族自治州     | Nùjiāng Lìsùzú Zìzhìzhōu          | okres Lu-šuej            | 534 000                                       |                       |
| 11                 | Dečhen (tibetský)               | 迪庆藏族自治州       | Díqìng Zàngzú Zìzhìzhōu           | okres Šangri-la          | 400 000                                       |                       |
| 12                 | Ta-li (pajský)                  | 大理白族自治州       | Dàlǐ Báizú Zìzhìzhōu              | městský okres Ta-li      | 3 456 000                                     |                       |
| 13                 | Čchu-siung (iský)               | 楚雄彝族自治州       | Chǔxióng Yízú Zìzhìzhōu           | městský okres Čchu-siung | 2 684 000                                     |                       |
| 14                 | Chung-che (chaniský a iský)     | 红河哈尼族彝族自治州 | Hónghé Hānízú Yízú Zìzhìzhōu      | okres Meng-c'            | 4 501 000                                     |                       |
| 15                 | Wen-šan (čuangský a miaoský)    | 文山壮族苗族自治州   | Wénshān Zhuàngzú Miáozú Zìzhìzhōu | okres Wen-šan            | 3 518 000                                     |                       |
| 16                 | Si-šuang-pan-na (tajský)        | 西双版纳傣族自治州   | Xīshuāngbǎnnà Dǎizú Zìzhìzhōu     | městský okres Ťing-chung | 1 134 000                                     |                       |